# کلیسای هوهانس تعمیددهنده مقدس (آگولیس)
کلیسای هوهانس تعمیددهنده مقدس (ارمنی: Սուրբ Հովհաննես Մկրտիչ եկեղեցի؛ انگلیسی: St. Hovhannes-Mkrtich Church) یک کلیسا متعلق به کلیسای حواری ارمنی واقع در بخش پایینی روستای آگولیس پایین، جمهوری خودمختار نخجوان، جمهوری آذربایجان بود. ساخت و ساز این ساختمان در سده‌های ۱۵–۱۷ام میلادی؛ به پایان رسید. این بنا به سبک معماری ارمنی طراحی شده است. این کلیسا تقریباً در ۴۰۰–۵۰۰ متری جنوب غربی کلیسای شماون مقدس در همان روستا قرار داشت.

## تاریخچه
بر اساس منابع ادبی و کتیبه‌ای ارمنی بر پایه گنبد کلیسا، این کلیسا در سال ۱۶۶۳ بازسازی شد. این کلیسا در اواخر دوره شوروی در وضعیت نیمه ویرانی قرار داشت.

## ویژگی‌های معماری
این کلیسا دارای یک محراب چندضلعی و نمازخانه‌های دو طبقه در دو طرف بود، یک گنبد هشت پنجره‌ای بر فراز چهار ستون هشت ضلعی قرار داشت. کتیبه‌هایی به خط ارمنی در اطراف گنبد وجود داشت. نقاشی‌های دیواری کلیسا که در سال ۱۶۸۶ اضافه شده بودند، تا حد زیادی پوسیده شده بودند حدود ۱۵۰ سنگ قبر در امتداد ضلع شمالی و شرقی کلیسا، در داخل دیوار اطراف وجود داشت. از دهه ۱۹۴۰، سنگ قبرها به تدریج آسیب دیده و شکسته شدند.

## تخریب
این کلیسا در دهه ۱۹۸۰ هنوز یک بنای تاریخی پابرجا بود، با این حال، طبق گزارش دیده‌بان میراث قفقاز، تا فوریه ۲۰۰۰ تخریب شده بود.